# Альперн Данило Овсійович
Дани́ло Овсі́йович А́льперн (15 грудня 1894, Харків — 24 серпня 1968, Харків) — видатний український радянський патофізіолог, член-кореспондент АН УРСР (з 22 лютого 1939 року), заслужений діяч науки УРСР (з 1948 року), доктор медичних наук, професор, завідувач кафедри патологічної фізіології Харківського медичного інституту .

## Життєпис
Народився 15 грудня 1894 р. в м. Харків в родині землевласника Овсія Даніелевича Альперна. Юнак був здібним і старанним учнем. 1913 року закінчив 4 міську гімназію з золотою медаллю і вступив до медичного факультету Імператорського Харківського університету. Ще студентом розпочав активну роботу у студентському науковому гуртку на кафедрі загальної патології під керівництвом видатного патолога Олександра Васильовича Репрєва. За роботу «Изменения морфологического состава крови при гиперфункции гипофиза» нагороджений золотою медаллю Радою університету . 
У 1917 р. майбутній вчений закінчив медичний факультет Харківського університету з відзнакою й залишився як стипендіат для підготовки до професорського звання при кафедрі загальної патології. 
У 1921 р. захистив докторську дисертацію за темою «Материалы к физиологии и патологии мозгового придатка».
У 1922 р. Д. О. Альперна відряджено на рік для стажування до Німеччини в Інституті патології (Берлін) та Інституті фізіології (Кіль). 1923 року вчений працював на посаді доцента кафедри патофізіології та водночас керував відділами патофізіології в Українському науково-дослідному психоневрологічному інституті (1923–1955) і Українському інституті експериментальної медицини (1934–1941). У 1925–1927 р. удосконалював знання за кордоном та знайомився з останніми нововведеннями в Німеччині (Гейдельберг) .
Данило Овсійович – організатор (1929) і багаторічний куратор студентського наукового товариства в Харківському медичному інституті (ХМІ). 1929 року Данило Овсійович обраний завідувачем кафедри патологічної фізіології ХМІ, якою керував до кінця життя – майже 40 років (1929–1968). Своїми науковими надбаннями вчений зробив кафедру відомою не тільки на батьківщині, але й у далекому зарубіжжі .
З 1929 р. – доцент, з 1930 р. – професор .
У 1938 р. – обраний почесним членом Міжнародної протиревматичної ліги.
У 1939 р. – член-кореспондентом АН УРСР .
У роки Другої світової війни, перебуваючи в евакуації у складі медичного інституту в Чкалові (Оренбурзі), Данило Овсійович виконав значні дослідження з питань раневого процесу, проблем шоку і трофічних виразок, що мають не тільки теоретичне, а й практичне значення для хірургії та терапії воєнного стану, які актуальні й сьогодні.
З 1947 р. – Заслужений діяч науки УРСР .
Помер 24 серпня 1968 року у Харкові, похований на міському кладовищі.

## Наукова праця
Основні наукові праці професора присвячені патофізіології нервової системи, нейрогуморальної регуляції, питанням патохімії запалення і патогенезу алергічних реакцій. Вчений встановив трофічний вплив нервової системи на проникність судин і тканин, роль медіаторів у порушенні рефлекторної діяльності нервової системи, в патогенезі запалення і трофічних виразок (1928 р.). Д. О. Альперн вивчав роль хімічних чинників і нервового збудження в патогенезі ряду захворювань, встановив десенсибілізуючу і протизапальну дію екстрактів гіпофіза (1935 р.), а також роль аденіннуклеотидів в патогенезі запалення (1951 р.). Їм запропоновано медичний препарат «Мезофізін». Великий цикл досліджень Д. О. Альперн присвятив саме проблемі запалення.
Професор зробив величезний внесок у становлення патофізіології як навчальної дисципліни. Проводив систематичну роботу з удосконалення програми курсу патофізіології, ним вперше створені методичні інструкції до практикуму для студентів. Велика робота проводилась з оснащення кафедри апаратурою.
Д. О. Альперн створив велику школу патофізіологів. Його учні очолили кафедри та відділи патофізіології НДІ в різних містах та країнах. Під керівництвом вченого виконано і захищено 12 докторських і 40 кандидатських дисертацій. Данило Овсійович – автор більш ніж 200 наукових праць, в тому числі 8 монографій, надрукованих в нашій країні і за кордоном .

Серед робіт:
- «Учение о лихорадке» (1926);
- «Химические факторы нервного возбуждения в организме человека» (Москва, 1934);
- «Проблемы аллергической реактивности» (1936);
- «Патологическая физиология», (1938; 6 видань російською мовою, перекладений на грузинську, болгарську, румунську, китайську, англійську та німецьку мови. 1949 року -виданий українською мовою);
- «Воспаление (Вопросы патогенеза)» (1959);
- «Холинергические процессы в патологии» (1963) [6].

Данило Овсійович – активний учасник всесоюзних і республіканських з’їздів та конференцій, міжнародних конгресів і симпозіумів. На XV Міжнародному конгресі фізіологів вчений представив нові клінічні і експериментальні дані про вегетативні асиметрії з боку вегетативної нервової системи на підставі багаторічних робіт з регулювання обміну речовин.
Д. О. Альперн був членом Вченої Ради Міністерства охорони здоров’я СРСР, правління Всесоюзного та головуючим Харківського відділення Наукового товариства патофізіологів, почесним членом Міжнародного антиревматичного товариства та членом редакційних рад ряду медичних журналів.

## Нагороди, відзнаки, членство
- Професор (з 1930 р.)

- Почесний член Міжнародної протиревматичної ліги (1938).[7]

- Член-кореспондент АН УРСР (з 1939 р.)
- Заслужений діяч науки УРСР (з 1947 р.) [6]

## Пам'ять
З 2014 р. кафедра патологічної фізіології Харківського національного медичного університету (ХНМУ) носить ім’я видатного вченого.
15 грудня 2021 р. в ХНМУ на кафедрі загальної та клінічної патофізіології ім. Д. О. Альперна (з 2019 р.) відбулось відкриття меморіальної дошки видатному патофізіологу. Тут зберігають й всі матеріали. Традиції школи Д.О. Альперна розвиваються і зараз. 